# 인화동
인화동(仁和洞)은 대한민국의 전북특별자치도 익산시에 설치된 동이다.

## 개요
인화동은 익산시의 남부 지역에 위치하고 있는 인화동은 동쪽으로 동산동, 서쪽으로 평화동, 남쪽으로 목천동과 북쪽으로 마동과 경계를 이루고 있다. 이곳은 이리의 근원이 되기 때문에 구이리(舊裡里)라고도 불렸고, 시장도 구시장이라고 호칭했다. 일제시대에는 이곳을 본정(本町)이라고 불렀으며, 해방 이후 1946년 12월 1일에는 본정 일정목(一町目)을 화선동(和善洞), 본정 이정목(二町目)을 동인동(東仁洞)이라 개칭 했다가 1961년 7월 1일 화선동과 동인동을 합하여 인화동(仁和洞)이라 하였다. 1998년 2월 1일 주현동과 인화동을 통합하여 행정 운영동 인화동으로 개칭하였다. 한편 법정동인 주현동은 일본인들이 들어와서 서정(曙町)이라 하다가 1946년 일본식 동명변경에 의하여 주현동으로 고쳤다가, 1998년 2월 2일 인화동과 통합되었으며, 3.1운동 때 만세운동이 일어났던 이 지역을 역사에 오래 기리기 위하여 이승만 대통령 휘호의 순국열사기념비가 건립되어 있다.

## 역사
- 1945년 본정 1정목, 2정목
- 1946년 12월 1일 이리시 화선동, 동인동
- 1961년 7월 1일 이리시 인화동 1, 2가
- 1994년 12월 1일 이리시 동산동 일부편입
- 1998년 2월 2일 인화동, 주현동 통합

너문내 → 너무내 → 나무내로 되어 한자화로 의역되면서 목천(木川)으로 고정되었다.

## 행정 구역
- 주현동
- 인화동1가
- 인화동2가

## 교육
- 이일여자중학교
- 이일여자고등학교